# 刘新华 (1950年)
刘新华（1950年—），中国江苏常州人。中国人民解放军海军少将。有“金锚舰长”之称。
1968年入伍加入中国人民解放军海军，1969年7月加入中国共产党，一直在东海舰队服役。
曾任登陆舰、导弹护卫舰舰长，东海舰队海军护卫舰大队参谋长、大队长，猎潜艇大队大队长，登陆舰支队副参谋长，快艇支队副支队长、支队长等职务。后任海军厦门水警区司令员。
1986年因在参加东海舰队大比武中获得战斗舰艇长第一名，被东海舰队授予一级金锚奖章，被媒体誉为“金锚舰长”。
2001年后从事军校教育，任海军广州舰艇学院（后更名为兵种指挥学院）院长。
2005年任海军大连舰艇学院院长，2008年派遣大连舰艇学院学员组成北京奥运会、残奥会开闭幕式标兵队援奥。
2008年退役。
| 前任： 郑宝华 | 中国人民解放军海军大连舰艇学院院长 2005年至2008年 | 繼任： 杨骏飞 |